# Върбен (община Маврово и Ростуше)
Вижте пояснителната страница за други значения на Върбен.
Върбен (на македонска литературна норма: Врбен; на албански: Vërbeni, Върбени) е село в Северна Македония, в община Маврово и Ростуше.

## География
Върбен е разположено в областта Горна Река високо в южните поли на Ничпурската планина на приток на Мавровската река.

## История
В началото на XIX век Върбен, подобно на останалите села в Горна река е в активен процес на албанизация. В 1852 година жители на Върбен подкрепят издаването на „Утешение грешним“ на Кирил Пейчинович, а в 1844 година Силян и Търпо от Върбен подкрепят финансово издаването на „Первоначална наука за должностите на человека“.
В края на XIX век Върбен е разделено в конфесионално отношение албанско село в Реканска каза на Османската империя. В „Етнография на вилаетите Адрианопол, Монастир и Салоника“, издадена в Константинопол в 1878 година и отразяваща статистиката на населението от 1873 година, Върбен (Varbène) е посочено като село с 300 домакинства, като жителите му са 310 албанци мюсюлмани и 450 албанци православни. Според статистиката на Васил Кънчов („Македония. Етнография и статистика“) в 1900 Върбен има 300 жители арнаути християни и 360 арнаути мохамедани.
На Етнографската карта на Битолския вилает на Картографския институт в София от 1901 година Върбен е чисто албанско, но смесено православно-мюсюлманско село в Реканската каза на Дебърския санджак с 129 къщи.
В църквата „Свети Никола“ във Върбен работи Йосиф Мажовски, както се разбира от надписа в храма: „Жівописецъ Смиреніи Іѡсифъ Радиѡновичъ ѿ Мала река с. Лазарополе“. В църквата работи и Данаил Несторов.
Според митрополит Поликарп Дебърски и Велешки в 1904 година във Върбен има 63 сръбски къщи. По данни на секретаря на Българската екзархия Димитър Мишев („La Macédoine et sa Population Chrétienne“) в 1905 година християнското население на Върбел се състои от 384 албанци. Вестник „Дебърски глас“ в 1909 година нарича Върбен „християнско арнаутско село“, в което живее Уста Раде (? – 1909), който се ползвал с голямо уважение от екзарх Йосиф I Български.
Албанците християни са привлечени от сръбската пропаганда и според статистика на вестник „Дебърски глас“ в 1911 година във Върбен има 150 албански патриаршистки къщи. В селото има сръбско училище с 1 учител, но без ученици.
След Междусъюзническата война селото попада в Сърбия.
На етническата си карта на Северозападна Македония в 1929 година Афанасий Селишчев отбелязва Върбен като албанско село.
Според преброяването от 2002 година селото има 142 жители.
| Националност     | Всичко |
| северномакедонци | 135    |
| албанци          | 7      |
| турци            | 0      |
| роми             | 0      |
| власи            | 0      |
| сърби            | 0      |
| бошняци          | 0      |
| други            | 0      |

## Личности
Родени във Върбен
- Светослав Симеонов Тръпков (1883 – ?), български адвокат, общественик и военен деец
- Паскал Сотировски (1927 – 2003), учен от Северна Македония, астрофизик
- Селвие Салиу (р. 1970), северномакедонски политик, депутат от ДСИ